# Trichothyse loricata
Espèce
Synonymes
- Poecilochroa loricata Kritscher, 1996

Trichothyse loricata est une espèce d'araignées aranéomorphes de la famille des Gnaphosidae.

## Distribution
Cette espèce se rencontre à Malte et en Italie en Sicile à Lampedusa,.

## Description
Le mâle holotype mesure 5,91 mm.
La femelle décrite par Nicolosi, Pantini, Devincenzo, Guariento, Italiano, Zanca, Sarà et Isaia en 2024 mesure 7,06 mm.

## Systématique et taxinomie
Cette espèce a été décrite sous le protonyme Poecilochroa loricata par Kritscher en 1996. Elle est placée dans le genre Trichothyse par Sankaran, Haddad et Tripathi en 2025.

## Publication originale
- Kritscher, 1996 : « Ein Beitrag zur Kenntnis der Spinnen-Fauna der Maltesischen Inseln (Chelicerata: Araneae). » Annales des naturhistorischen Museums in Wien, vol. 98B, p. 117-156 (texte intégral).